# Светинє
Светинє (Светінє; словен. Svetinje) — невеличке село в громаді Ормож, що в північно-східній Словенії. Лежить на узвишші у Словенських горах на схід від села Іваньковці та на північний схід від Михаловців. Утворене 2005 року шляхом відокремлення від Михаловців, село з історичного погляду входить до Словенської Штирії, з офіційного — до Подравського регіону.
2006 року до складу села Светинє передано частину села Величане. 2015 року в селі проживав 51 житель.

## Церква
Посеред села височіє проста барокова церква Всіх Святих. Це римокатолицька церква Светинської парафії, яка входить до Мариборської архідієцезії. Збудована 1730 року.